# Buchwitz (Salzwedel)
Buchwitz gehört zur Ortschaft Stappenbeck und ist ein Ortsteil der Hansestadt Salzwedel im Altmarkkreis Salzwedel in Sachsen-Anhalt.

## Geographie
Buchwitz, ein Straßendorf mit Kirche, liegt etwa fünf Kilometer südöstlich von Salzwedel in der Altmark. Der Buchwitzer Entwässerungsgraben westlich des Dorfes strömt über den Schleggraben nach Westen in die Jeetze.

## Geschichte

### Mittelalter bis Neuzeit
Im Jahre 1344 wird ein Henneke Bukevyz in Salzwedel genannt.
Das Dorf Buchwitz wird 1347 erstmals erwähnt als in deme Dorpe to Bukevisze. Gebhard von Alvensleben verkoft einen Hof im Dorf an den Pfarrer und an die Katharinenkirche in der Neustadt Salzwedel. Im Landbuch der Mark Brandenburg von 1375 wird das Dorf als Bukofisse mit 22 Zinshufen und einem Schulzen aufgeführt. Weitere Nennungen sind 1608 Bukeuitz, 1687 Buckewitz, Bucholtz, 1775 Buckwitz oder Buchwitz und 1804 Buchwitz und Bückwitz
Im Jahre 1945 wurden bei der Bodenreform 14 Besitzungen unter 100 Hektar mit zusammen 321 Hektar Land ermittelt. Außerdem gehörten der Kirche 4 Hektar und der Gemeinde 0,5 Hektar. 1946 wurden 44 Hektar enteignet. 1948 gab es aus der Bodenreform 5 Erwerber, davon waren 4 Neusiedler.
Im Jahr 1997 wurde im Dorf das 650. Jahr der Ersterwähnung von Buchwitz gefeiert und eine Dorfchronik veröffentlicht.

### Herkunft des Ortsnamens
Jürgen Udolph führt den Ortsnamen auf das slawische Wort für Buche zurück, möglicherweise in der Form von „Bukovec“ also „Buchberg“.

### Sage vom Streitland bei Buchwitz
Johann Friedrich Danneil überlieferte 1858 die Sage vom Streitland bei Buchwitz. Zu Buchwitz gehörte früher ein Weiderevier namens Streitland in der Gemarkung des Nachbardorfes Stappenbeck. Der Sage nach gehörte dasselbe zu Stappenbeck. Im Dreißigjährigen Krieg maßten sich die Buchwitzer dasselbe an. Als es später deshalb zum Prozess kam, schwor ein alter Mann an Ort und Stelle, dass er auf Buchwitzer Grund und Boden stehe, indem er seine Schuhe teilweise mit Buchwitzer Erde angefüllt habe. Auf der Stelle sei er dafür bestraft worden, indem er heftiges Erbrechen und einen starken Durchfall bekam.

### Eingemeindungen
Ursprünglich gehörte das Dorf zum Arendseeischen Kreis der Mark Brandenburg in der Altmark. Zwischen 1807 und 1813 lag es im Landkanton Salzwedel auf dem Territorium des napoleonischen Königreichs Westphalen. Ab 1816 gehörte die Gemeinde zum Kreis Salzwedel, dem späteren Landkreis Salzwedel.
Am 20. Juli 1950 wurde die Gemeinde Buchwitz aus dem Landkreis Salzwedel in die Gemeinde Stappenbeck eingegliedert. Am 1. Januar 1974 wurde die Gemeinde Stappenbeck mit ihrem Ortsteil Buchwitz in die Gemeinde Mahlsdorf eingemeindet. Am 1. Mai 1990 entstand Stappenbeck durch Ausgliederung aus Mahlsdorf wieder als politisch selbstständige Gemeinde. Der Ortsteil Buchwitz kam vermutlich ebenfalls zur neuen Gemeinde Stappenbeck.
Spätestens nachdem Stappenbeck am 1. Januar 2005 nach Salzwedel eingemeindet wurde, kam Buchwitz zu Salzwedel. Später entstand die Ortschaft Stappenbeck mit den Ortsteilen Stappenbeck und Buchwitz.

### Einwohnerentwicklung
| Jahr | Einwohner |
| ---- | --------- |
| 1734 | 067       |
| 1774 | 071       |
| 1789 | 072       |
| 1798 | 086       |
| 1801 | 089       |
| 1818 | 071       |
| 1840 | 111       |
| 1864 | 111       |
| 1871 | 112       |
| 1885 | 103       |

| Jahr | Einwohner |
| ---- | --------- |
| 1892 | [00]103   |
| 1895 | 110       |
| 1900 | [00]114   |
| 1905 | 122       |
| 1910 | [00]117   |
| 1925 | 109       |
| 1939 | 115       |
| 1946 | 235       |
| 2005 | [00]211   |
| 2010 | [00]213   |

| Jahr | Einwohner |
| ---- | --------- |
| 2014 | [00]204   |
| 2015 | [00]204   |
| 2020 | [00]196   |
| 2021 | [00]195   |
| 2022 | [00]215   |
| 2023 | [0]217    |

Quelle, wenn nicht angegeben, bis 1946:

## Religion
Die evangelische Kirchengemeinde Buchwitz gehörte früher zu Pfarrei Stappenbeck und gehört heute zum Pfarrbereich Salzwedel-St. Georg im Kirchenkreis Salzwedel im Bischofssprengel Magdeburg der Evangelischen Kirche in Mitteldeutschland.

## Kultur und Sehenswürdigkeiten
Die evangelische Dorfkirche in Buchwitz ist ein spätgotischer Feldsteinbau mit einem Fachwerkturm von 1780. Das Mauerwerk zeigt Reste von Ritzquaderungen. Ein steilspitzbogiges Portal erschließt das Bauwerk auf der Südseite, im Norden und in der Apsis sind je ein Fenster mit Dreieckbogen angeordnet, die übrigen Fenster stammen aus barocker Zeit. Vor der Westseite ist ein Fachwerkturm mit quadratischem Grundriss und quadratischem Fenster sowie mit einem achteckigen Helm erbaut.
Im Schiff ist eine Balkendecke eingezogen, in der Apsis eine flache Kalotte. Der runde Apsisbogen ist mit Kämpferabsatz und Unterzug ausgebildet. Stark restaurierte spätmittelalterliche Wandmalereien sind erhalten; über dem Südportal eine Szene mit dem Teufel als Erntehelfer; über dem Apsisbogen ein Engel mit dem Schweißtuch Christi, links unter anderem Anna selbdritt, rechts vor allem Rankenwerk. Ein hölzerner Altaraufsatz mit Abendmahlsgemälde ist datiert auf das Jahr 1697. Die hölzerne Kanzel ist datiert auf 1619.
- Der Ortsfriedhof ist auf dem Kirchhof.
- In Buchwitz steht vor der Kirche ein Denkmal für die Gefallenen des Ersten und Zweiten Weltkrieges, ein Monolith auf einem Feldsteinsockel, darauf ein Adler mit ausgebreiteten Schwingen.[24]